# NGC 3326
NGC 3326 (również PGC 31701 lub UGC 5799) – galaktyka spiralna (Sa), znajdująca się w gwiazdozbiorze Sekstantu. Odkrył ją Albert Marth 22 marca 1865 roku.